# Transports en commun de Montpellier
Le réseau de transport en commun de Montpellier Méditerranée Métropole est constitué de quatre lignes de tramways et de nombreuses lignes de bus.
Il est principalement exploité par les Transports de l'agglomération de Montpellier (TAM).
Le réseau a enregistré 83,2 millions de voyages en 2016.

## Histoire

### 1880 - 1883: les tramways hippomobiles

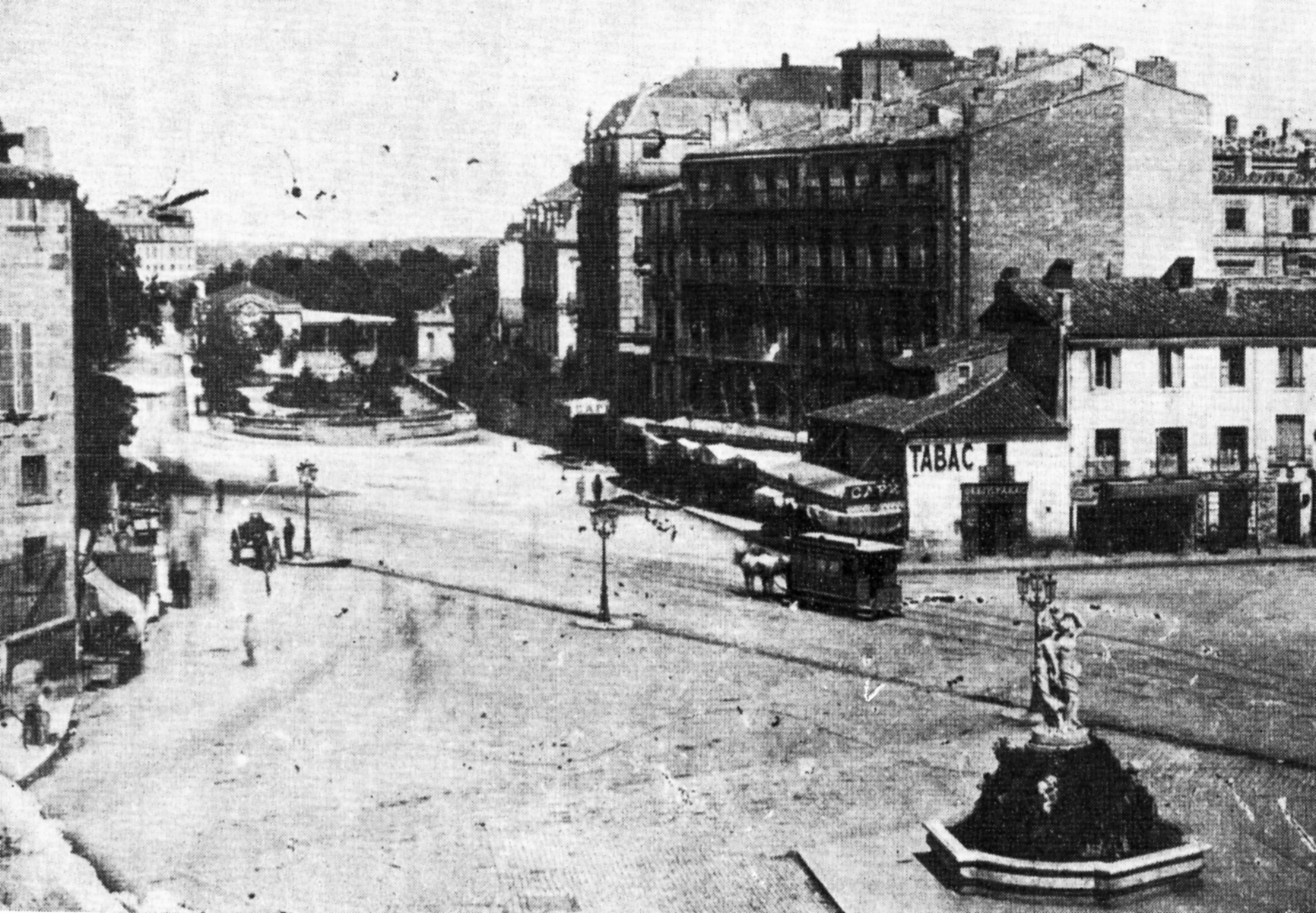
Photos des tramways hippomobiles de Montpellier

Du 18 juillet 1880 au 7 février 1883, un réseau hippomobile est créé par la Compagnie Générale des Omnibus de Marseille La ville compte alors environ 55 000 habitants. Les trente-neuf chevaux et la vingtaine de voitures parcourent six lignes desservant l'Écusson et ses abords, ainsi que Castelnau-le-Lez. Les fréquences de passage sont de trente minutes ou d'une heure selon les lignes. Ce réseau disparaît en raison d'une mauvaise gestion des rails et des chevaux.

### 1889 - 1949: les tramways électriques
La Compagnie des Tramways Électriques de Montpellier (CTEM), filiale de la Compagnie générale de traction qui s'est installée dans plusieurs villes de France, obtient la concession d'un tramway électrique en 1889. Elle est représentée par monsieur Cauderay associée dans cette entreprise avec Victor Valette. Les deux premières lignes ouvrent le 20 décembre 1897 et d'autres suivent en janvier 1898. Elles desservent le territoire de Montpellier et de la commune voisine de Castelnau-le-Lez, avec des cadences de 7 à 15 minutes.
Les premiers autobus apparaissent dans les années 1930 avec un premier réseau mis en place par la ville de Montpellier pour concurrencer les compagnies d'autocars.
Vieillissant, concurrencé par le développement de l'automobile et notamment de la mise en place d'un réseau de lignes de bus, ce service de tramway est fermé le 31 janvier 1949.

### 1949 - 2000: les autobus

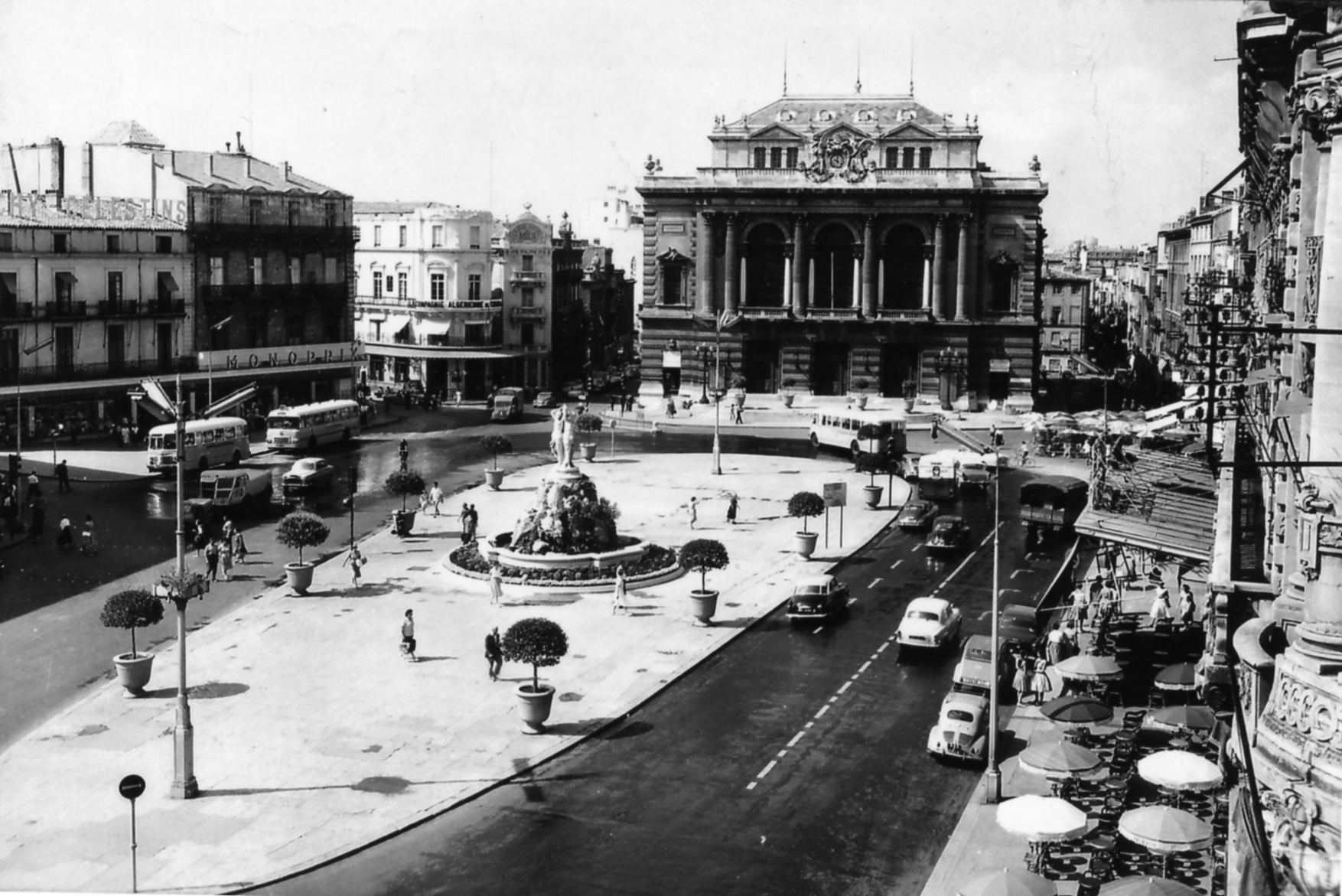
La place de la Comédie dans les années 1960, avec à gauche devant « Monoprix », un autobus Renault R4200 version courte de la ligne « Notre-Dame-de-la-Paix - La-Pompignane », suivi d'un Berliet PLR de la ligne « Saint-Eloi - Croix-d'Argent » et au centre devant le théâtre, un autobus Renault 215D rénové de la ligne « Font-d'Aurelle - Rond-point-de-Moulin ».

Le 13 mars 1947, la gestion du réseau est confiée à la Régie municipale des transports, en remplacement de la Compagnie montpelliéraine des Tramways électriques. Elle ferme progressivement les lignes de tramway, retire les rails, revend le matériel : le dernier tramway part de la place de la Comédie en direction de Castelnau-le-Lez, le 1er février 1949 et pour les finances, tout est réglé en 1952.
En novembre 1968, la compétence du transport en commun urbain est cédée par la municipalité de François Delmas à une entreprise privée, la Compagnie des Transports Montpelliérains (CTM), même si elle doit répondre aux exigences de la ville qui reste propriétaire des locaux. La convention est valable jusqu'au 31 décembre 1977. Elle remplace l'ancienne régie municipale et hérite d'un réseau de 13 lignes remontant à 1966. Le réseau sera progressivement modifié et en 1973, le réseau se compose de 9 lignes indicées de 1 à 9.
En 1977, le réseau reçoit ses premiers articulés, des Setra SG 180.
Les usagers sont davantage informés : en 1970, les poteaux avec affichages des horaires aux arrêts sont systématiques.
Cependant, la municipalité de Georges Frêche, élue en mars 1977, ne renouvelle pas la convention et l'ensemble du matériel est repris pour une nouvelle entreprise dans le giron public. Le 31 décembre, la CTM disparaît.
Le 1er janvier 1978, la Société montpelliéraine des transports urbains est créée en remplacement de la CTM. La création de la SMTU s'accompagne d'une nouvelle livrée blanche à bandes vertes, accompagnée de la croix occitane.
En 1982, le réseau se dote d'une navette de centre-ville gratuite, le « Guilhem ». Entre 1982 et 1985, le réseau est étendu aux communes limitrophes du district de Montpellier, ces lignes sont indicées de 17 à 29.
Toujours en 1982, le district de Montpellier obtient de ses communes membres la compétence des transports en commun par bus, dont la Société Montpelliéraine des Transports Urbains prend la charge en tant qu'autorité organisatrice. L'année suivante, c'est l'ensemble du transport scolaire du district qu'elle assure. Le réseau est étendu aux communes limitrophes du district de Montpellier, ces lignes sont indicées de 17 à 29.
Les années 1980 et 1990 connaissent une inflation de l'offre : triplement du kilométrage de lignes de 1979 à 1993, lignes de petits bus dans le centre-ville (Petibus, le Guilhem), création de marques pour les services de nuit (Rabelais en 1989, création de l’Amigo pour la desserte des discothèques en 2001). C'est la Société Montpelliéraine des Transports Urbains qui prépare la réalisation de la première ligne du tramway de Montpellier.
Les locaux sont agrandis. Le centre de contrôle du réseau déménage de la rue de la Loge, dans l'Écusson, pour s'installer avec les services commerciaux devant la gare, dans les rues Maguelone et Jules Ferry, avant d'être placé dans le nouveau dépôt de la Jeune Parque, dans le quartier de Garosud. En 1999, un nouveau dépôt baptisé Les Hirondelles est construit à la Paillade pour le stationnement des rames de tramway de la première ligne. À partir de 1988, c'est la Société Montpelliéraine des Transports Urbains qui gère la gare routière alors située sur la dalle de la gare ferroviaire.
Dès 1981, la Société Montpelliéraine des Transports Urbains diversifie ses activités : elle concourt à la gestion des parcs de stationnement payant et des horodateurs. En 1992, elle crée une activité de location de vélo, Vill'à vélo devenue Vélomagg en 2007.
En 1986, le réseau se compose de 28 lignes desservant Montpellier, Baillargues, Castelnau-le-Lez, Clapiers, Grabels, Jacou, Juvignac, Lattes, Le Crès, Montferrier-sur-Lez, Palavas-les-Flots, Pérols, Saint-Jean-de-Védas et Vendargues.
Du 30 octobre 1987 au 7 novembre 1987, le prototype du Renault Mégabus a été testé sur la ligne 1.
En 1989, le réseau se dote d'un service de nuit, nommé « Le Rabelais », composé de 4 lignes desservant tout Montpellier.
En 1991, la livrée verte laisse place à une livrée blanche à carreaux bleus, cette livrée sera vite surnommée « Lustucru ». Les premiers bus à recevoir la livrée seront les Renault R312, reçus à cette époque.
En 1994, le réseau reçoit des Renault PR112 (standards) et PR118 (articulés).
Entre 1997 et 1998, le réseau reçoit 31 Man NL222.

### 2000 - aujourd'hui: le retour du tramway
Le 30 juin 2000, le nouveau réseau de tramways de Montpellier est inauguré. Durant les années qui suivent : la ligne 2 est inaugurée en 2006, les lignes 3 et 4 en 2012 puis l’extension de la ligne 4 en 2016. Ce réseau est secondé par le réseau de bus toujours existant mais totalement refondé et modernisé (nouveau matériel dans les années 2000 et 2010) afin d'offrir un complément de desserte aux 4 lignes de tramway de la métropole montpelliéraine par l'intermédiaire de ses 36 lignes (en 2016).
Ces réseaux sont exploités par la TAM (Transports de l'Agglomération de Montpellier) depuis 2000, et qui a vu son acronyme évoluer le 1er janvier 2015 au profit de TAM Montpellier 3M. Cette société exploite également depuis 2007 un service de vélopartage nommé Vélomagg et depuis 2006 un service d'autopartage nommé Modulauto.
Depuis le milieu des années 2000, les Transports de l'agglomération de Montpellier sont opérés en partenariat avec Transdev.
Fin 2015, la TAM a radié tous les bus à motorisation diesel de son parc roulant au profit de motorisation GNV dans le cadre d'une initiative entamée en 2000.
À la suite des travaux dans le cadre de la réalisation de la ligne 5 de tramway, l'Avenue Georges Clémenceau est fermée à la circulation, et les itinéraires des lignes 6, 7, 11, 17, 33 et 38 sont modifiées en conséquence.

## Le réseau

### Généralités
Le réseau est exploité depuis 1979 par la même entreprise, anciennement société d'économie mixte devenue une société publique locale en 2022 qui porte le même nom que le réseau qu'elle exploite : la TAM, nommée SMTU jusqu'en 2000. Dans le cadre de la délégation de service public qui courait sur la période 2018-2024, elle subdéléguait l'exploitation du réseau de bus à Transdev via la société Transdev Mobilité Montpellier Métropole (T3M) qui elle-même confiait de 50 à 71 % de la sous-traitance à Transdev Occitanie Littoral ; les Courriers du Midi (groupe Keolis) exploitant le reste,. 
La TAM dispose d'une assistance technique assurée par le groupe Agir.
L'ensemble des véhicules et des installations (stations, dépôts, bureaux, etc.) sont la propriété de l'autorité organisatrice de la mobilité, Montpellier Méditerranée Métropole.

### Tramway
| Ligne | Trajet                                                                            |
| ----- | --------------------------------------------------------------------------------- |
| 1     | Mosson ↔ Odysseum (prolongement, en construction, à Gare Sud de France en 2025)   |
| 2     | Jacou ↔ Notre-Dame de Sablassou ↔ Sabines ↔ Saint-Jean-de-Védas Centre            |
| 3     | Juvignac ↔ Mosson ↔ Pérols Étang de l'Or / Lattes Centre                          |
| 4     | (Circulaire) Garcia Lorca via les berges du Lez, Près d'Arènes, Peyrou            |
| 5     | Grés de Montpellier ↔ Montpellier ↔ Clapiers (en construction, ouverture en 2025) |

### Bustram
Le Bustram est un bus à haut niveau de service.
| Ligne | Trajet                                                                                               |
| ----- | --- |
| A     | Notre-Dame de Sablassou ↔ Place de l'Europe (seconde section du tracé vers Castries, prévue en 2028) |

### Autobus
Le réseau de bus est formé de 40 lignes.
| Ligne          | Trajet                                          |
| -------------- | ----------------------------------------------- |
| 6              | Doria/Paladilhe ↔ Euromédecine                  |
| 7              | Hôtel du Département ↔ Doria/Paladilhe          |
| 8              | Centrayrargues ↔ Gare Saint-Roch (Pont de Sète) |
| 10             | Aiguelongue (Jussieu) ↔ Celleneuve              |
| 11             | La Martelle ↔ Tournezy                          |
| (La Navette)   | Université des Sciences et Lettres (circulaire) |
| 14             | Léon Blum ↔ Place de l'Europe via Odysseum      |
| 15             | Place de France ↔ Sabines                       |
| 16             | Charles de Gaulle ↔ Port-Marianne               |
| 17             | Les Bouisses ↔ Gare Saint-Roch (Pont de Sète)   |
| 19             | Hôtel du Département ↔ Pierre de Coubertin      |
| Navette Gare   | Place de France - Odysseum ↔ Gare Sud de France |
| 52             | Place de France - Odysseum ↔ Grammont           |
| 53             | Saint-Cléophas ↔ Sabines                        |
| Navette Ovalie | Sabines (circulaire)                            |

| Ligne | Trajet |
| ----- | --- |
| 18    | Sabines ↔ Lattes — Centre                                                                                             |
| 20    | Saint-Jean-de-Védas — La Lauze / Saint-Jean-de-Védas — Centre ↔ Saint-Jean-de-Védas — Saint-Hubéry                    |
| 21    | Saint-Brès — Versant ↔ Notre-Dame-de-Sablassou                                                                        |
| 22    | Universités Sciences et Lettres ↔ Jacou                                                                               |
| 23    | Occitanie ↔ Prades-le-Lez — Moulin Neuf                                                                               |
| 24    | Grabels — Le Pradas ↔ Grabels — La Valsière                                                                           |
| 25    | Juvignac — Courpouyran ↔ Juvignac — Le Martinet                                                                       |
| 26    | Occitanie ↔ Montferrier sur Lez CIRAD Baillarguet / Olympe                                                            |
| 27    | Jacou ↔ Baillargues - Gare SNCF (sur réservation Résa'TaM)                                                            |
| 28    | Lattes — Boirargues ↔ Pérols — Cabanes de Pérols (sur réservation Résa'TaM)                                           |
| 30    | Le Crès — Jean Jaurès ↔ Le Crès — Maumarin                                                                            |
| 31    | Notre-Dame de Sablassou ↔ Baillargues - Gare SNCF                                                                     |
| 32    | Garcia Lorca ↔ Saint-Jean-de-Védas — Saint Jean le Sec                                                                |
| 33    | Saint-Jean-de-Védas — Centre ↔ Fabrègues — Lou Paillas                                                                |
| 34    | Mosson ↔ Cournonsec — Les Clavoux                                                                                     |
| 35    | Castelnau-le-Lez — Mas de Rochet ↔ Castelnau-le-Lez — Les Aires / Aube Rouge (sur réservation Résa'TaM)               |
| 36    | Charles de Gaulle ↔ Jacou — Collège Pierre Mendès France                                                              |
| 38    | Rondelet ↔ Cournonsec — Les Clavoux                                                                                   |
| 40    | Mosson ↔ Saint-Georges-d'Orques — Zone Artisanale                                                                     |
| 41    | Charles de Gaulle ↔ Castelnau-le-Lez — Clinique du Parc                                                               |
| 42    | Mosson ↔ Murviel-lès-Montpellier — La Rouvière Longue (sur réservation Résa'TaM, ligne régulière à certains services) |
| 43    | Saint-Jean-de-Védas — Centre ↔ Pignan — La Bornière                                                                   |
| 44    | Villeneuve-lès-Maguelone — Arnel ↔ Gare de Villeneuve-lès-Maguelone                                                   |
| 46    | Castries — Collège les Pins ↔ Notre-Dame-de-Sablassou                                                                 |

## Intermodalité

### Vélomagg'
La TAM exploite le service de vélos en libre-service Vélomagg'.

### Modulauto
Le service d'autopartage Modulauto est présent dans l'agglomération montpelliéraine et plus largement dans le département de l'Hérault.

### Train
L'agglomération montpelliéraine ne compte plus qu'une seule ligne classique en activité en terme d'infrastructure, la ligne de Tarascon à Sète-Ville, ainsi que le contournement ferroviaire de Nîmes et de Montpellier.
La gare de Montpellier-Saint-Roch est la gare principale de la métropole, c'est aussi le point central du réseau de tramway. Ce dernier permettra en 2025 de la relier avec l'autre gare importante, celle de Montpellier-Sud de France située sur le contournement.
Deux autres gares sont desservies par le réseau TAM : Baillargues et Villeneuve-lès-Maguelone.

### Autobus et autocars
Les lignes intermodales d'Occitanie (LiO) sont nombreuses au départ de Montpellier mais elles ne convergent pas en un point central : les terminus sont reportés en périphérie aux stations de tramway.
À la station Sabines de la ligne 2 du tramway, une gare routière destinée aux cars longue distance FlixBus et BlaBlaCar Bus existe.
Le réseau Transp'Or de la communauté d'agglomération du Pays de l'Or est en correspondance à plusieurs stations de tramway, notamment à Pérols pour l'accès à la mer.

## Accessibilité
Le tramway est entièrement accessible aux personnes à mobilité réduite, contrairement aux bus où plusieurs arrêts ne sont pas aménagés.

## Fréquentation
La fréquentation du réseau de la TAM est en augmentation régulière et soutenue depuis la mise en service du tramway. Toutefois, plusieurs baisses ponctuelles ont été enregistrées en 2005, 2010, 2016 et 2018. Entre 2006 et 2016, la fréquentation a cru de 53 %.
| Année                                   | 2000  | 2001  | 2002  | 2003  | 2004  | 2005  | 2006  | 2007  | 2008  | 2009  | 2010  | 2011  | 2012  | 2013  | 2014  | 2015  | 2016 | 2017 | 2018 |
| Nombre de voyages annuel (en millions), | 34,68 | 39,24 | 42,48 | 47,90 | 52,63 | 52,40 | 54,46 | 61,98 | 66,29 | 67,72 | 62,22 | 63,52 | 68,52 | 73,22 | 76,63 | 85,22 | 83,2 | 84   | 83,1 |

En 2016, le tramway représentait près de 80 % du nombre de voyages effectués sur le réseau.

## Projets

### Extension du tramway
Deux projets sont en construction pour une ouverture courant 2025 : la ligne 5 et le prolongement de la ligne 1 à la gare de Montpellier-Sud de France.

### Le Bustram
Cinq lignes de bus à haut niveau de service, le Bustram, sont planifiées : la première ligne verra un premier tronçon ouvrir en 2025, le reste du réseau sera construit entre 2027 et 2031.

### Gare TER de Sablassou
La gare de Sablassou, proche du pôle multimodal Notre-Dame de Sablassou à Castelnau-le-Lez desservi par la ligne 2 du tramway et en 2025 par la première ligne du Bustram, est annoncé en 2021 pour un début des travaux en 2026. Ce projet permettra de relier Castelnau-le-Lez à Montpellier en 3 minutes puis Béziers et Nîmes en 20 minutes et fera de cet emplacement le principal pôle multimodal de l'est de l'agglomération.
Le site sera également traversé par les pistes cyclables du futur réseau Express Vélo, et se trouvera en bordure de la déviation Est de Montpellier, prévue initialement en 2025.

### SERM
Un projet de Service express régional métropolitain est à l'étude dans les années 2020, incluant aussi bien le développement de l'offre ferroviaire existante qu'un important volet routier avec la création de plusieurs lignes d'autocars à haut niveau de service.